# Sonnenfinsternis vom 17. April 1912
Die zentrale Zone der hybriden Sonnenfinsternis vom 17. April 1912 erstreckte sich über das nördliche Südamerika, Europa und Asien, sowie den Atlantik. Der kurze Bereich der Totalität berührte Portugal und Spanien, im übrigen Verlauf war die Finsternis ringförmig.

## Verlauf
Die Finsternis begann ringförmig bei Sonnenaufgang in Venezuela und überstrich knapp Brasilien. Im weiteren Verlauf wurde Britisch-Guayana (heute Guyana) gequert und Suriname (damals Niederländisch) gestreift. Die Zone überquerte den Atlantik und berührte die Insel Porto Santo (Madeira (Inselgruppe)) sehr knapp. Die Dauer der Ringförmigkeit lag dort bei weniger als einer halben Sekunde. Südlich der portugiesischen Hauptstadt Porto erreichte der Mondschatten das europäische Festland. Mit einer Dauer von 1,6s war die Totalität sehr kurz. Der Schatten überquerte das nordwestliche Spanien, nahe Ponferrada wurden nur 1,3s, nahe Gijón nur noch 0,9s Totalität erreicht. Im Golf von Biskaya endete die Totalität und der weitere Verlauf war wieder ringförmig. Die zentrale Zone überquerte Frankreich, nordwestlich von Paris dauerte die Ringförmigkeit 2,6s, und erreichte Belgien. In Namur dauerte die Ringförmigkeit 4,2s. Anschließend wurde die niederländische Provinz Limburg überquert und zur Mittagszeit Deutschland erreicht. Mit Krefeld, Duisburg, Oberhausen, Bottrop und Recklinghausen lagen bedeutende westdeutsche Städte auf dem Finsternispfad. Die Dauer der Ringförmigkeit lag dort etwa bei 5,5s. Im weiteren Verlauf wurde Norddeutschland überquert und der Pfad erreichte bei der Insel Rügen die Ostsee. Die Zone verließ die Ostsee im heutigen Litauen und überquerte das heutige Estland (beide damals Russisches Kaiserreich) und Sibirien. Die Finsternis endete bei Sonnenuntergang in der Nähe von Krasnojarsk.

## Beobachtungen
Die Sonnenfinsternis war in den großen Städten ein besonderes Ereignis. Bei bestem Wetter konnte die Finsternis im ganzen Verlauf in weiten Teilen Mitteleuropas verfolgt werden.

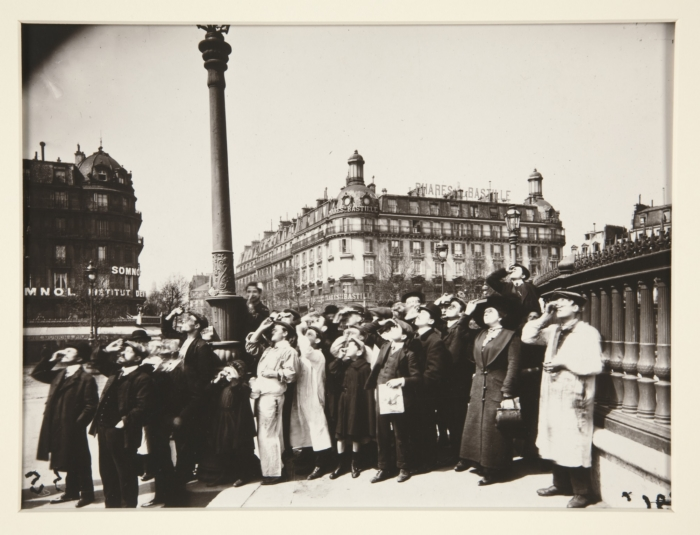
Beobachtung der Sonnenfinsternis in Paris – Eugène Atget

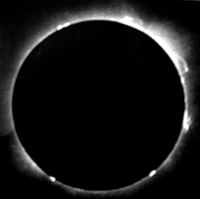
Aufnahme der verfinsterten Sonne, aufgenommen aus einem Ballon von Camille Flammarion

So berichtete die Recklinghäuser Zeitung ausführlich.
Wissenschaftlich wurde die Sonnenfinsternis durch die Hamburger Sternwarte begleitet, die in der Lüneburger Heide mehrere Messstationen einrichtete, um u. a. die genaue Lage der Zentrallinie zu bestimmen.
Auch ein Dokumentarfilm über die Sonnenfinsternis wurde gedreht und aufgeführt.

## Sonstiges
In engem zeitlichen Zusammenhang steht der Untergang der Titanic am 15. April 1912.
In den Niederlanden wird die Berührung des Kernlandes und des weit entfernten Landesteils Niederländisch-Suriname als Besonderheit wahrgenommen.
Angeblich haben über 3000 Beobachter der Sonnenfinsternis Netzhautschäden davongetragen, eine zeitgenössische Quelle für diese Behauptung konnte jedoch nicht gefunden werden.
Die nächste zentrale Sonnenfinsternis in Norddeutschland wird die ringförmige Sonnenfinsternis vom 23. Juli 2093 sein.